# Karl Heinz Droste

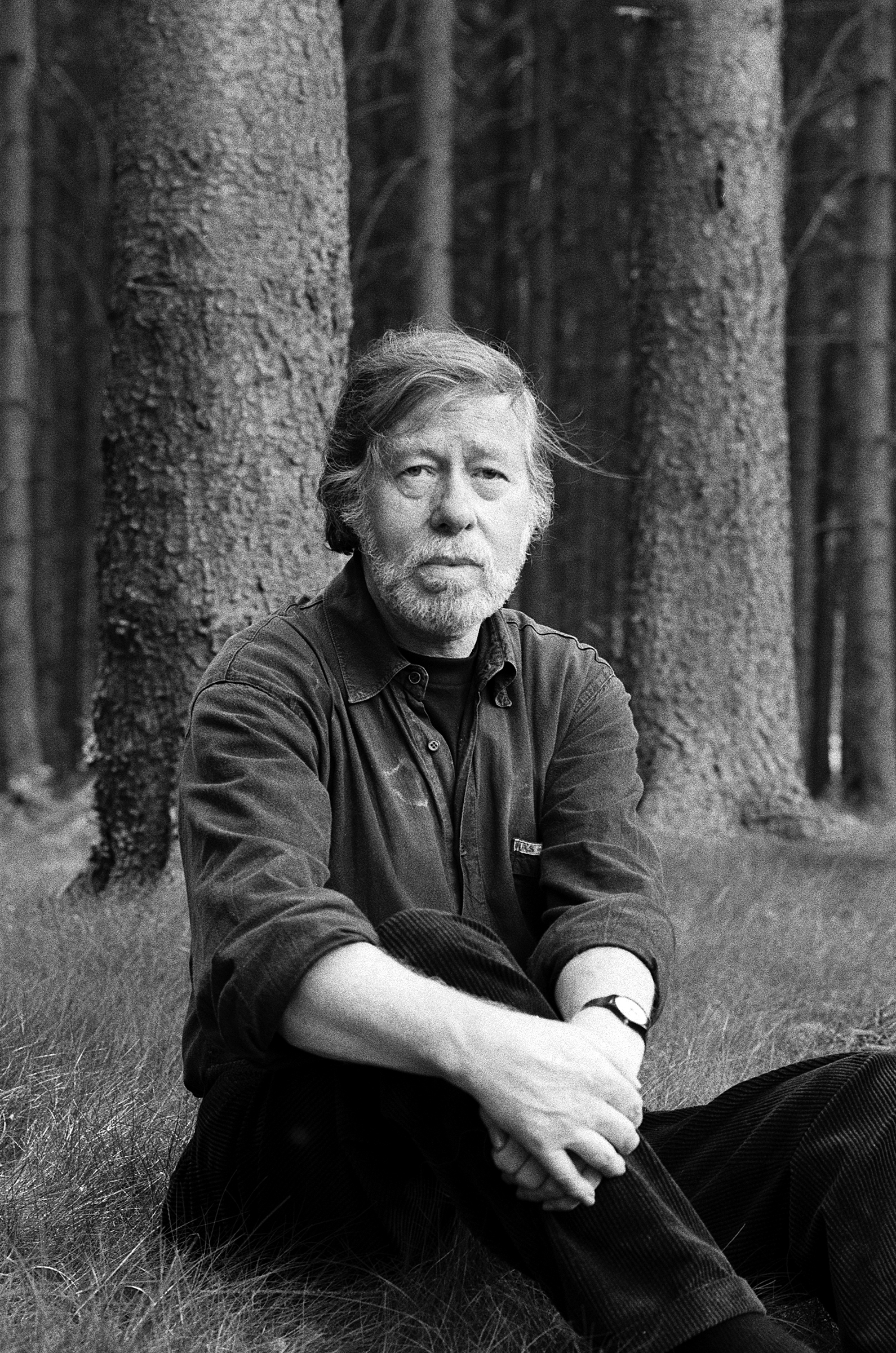
Karl Heinz Droste (1995)

Karl Heinz Droste (* 3. März 1931 in Benneckenstein; † 22. Oktober 2005 in Berlin-Charlottenburg) war ein deutscher Bildhauer, Grafiker, Maler und Fotograf.

## Leben
Karl Heinz Droste studierte von 1949 bis 1951 Malerei an der Kunsthochschule in Halle. Von 1951 bis 1952 studierte er Malerei an der Hochschule für Grafik und Buchkunst Leipzig. Um einer Exmatrikulation wegen des Vorwurfes von Formalismus zu entgehen, übersiedelte Droste 1952 nach West-Berlin. Von 1952 bis 1958 studierte er an der Hochschule der Künste Berlin Malerei bei Hans Jaenisch und Bildhauerei bei Bernhard Heiliger. Abschließend war Droste Meisterschüler bei Bernhard Heiliger. Seit 1959 gab es zahlreiche Einzelausstellungen und Ausstellungsbeteiligungen in Deutschland und im Ausland. Karl Heinz Droste lebte und arbeitete von 1952 bis zu seinem Tode 2005 in Berlin-Charlottenburg.

## Werke
Die Bandbreite der Arbeiten von Karl Heinz Droste ist vielfältig. Neben Bronzereliefs und Bronzeskulpturen schuf er Keramiken, Radierungen, Zeichnungen, Pastelle, Aquarelle und Fotografien. Nach dem Studium entwickelte Droste mit seinen Bronzereliefs früh eine eigene Formensprache im Geiste der informellen Kunst.

## Auszeichnungen
- 1960 Deutscher Kunstpreis der Jugend (zusammen mit Paul Wunderlich und Lothar Fischer)[2]
- 1961 Preis des Verbandes Deutscher Kritiker[3]
- 1964 Kunstpreis der Stadt Berlin (Junge Generation)[1]

## Öffentliche Sammlungen und Museen (Auswahl)
- Berlinische Galerie, Berlin[4]
- Kestner Museum, Hannover
- Kunsthalle Bremen[5]
- Kunsthalle Mannheim[6]
- Kunsthalle Recklinghausen
- Märkisches Museum, Witten

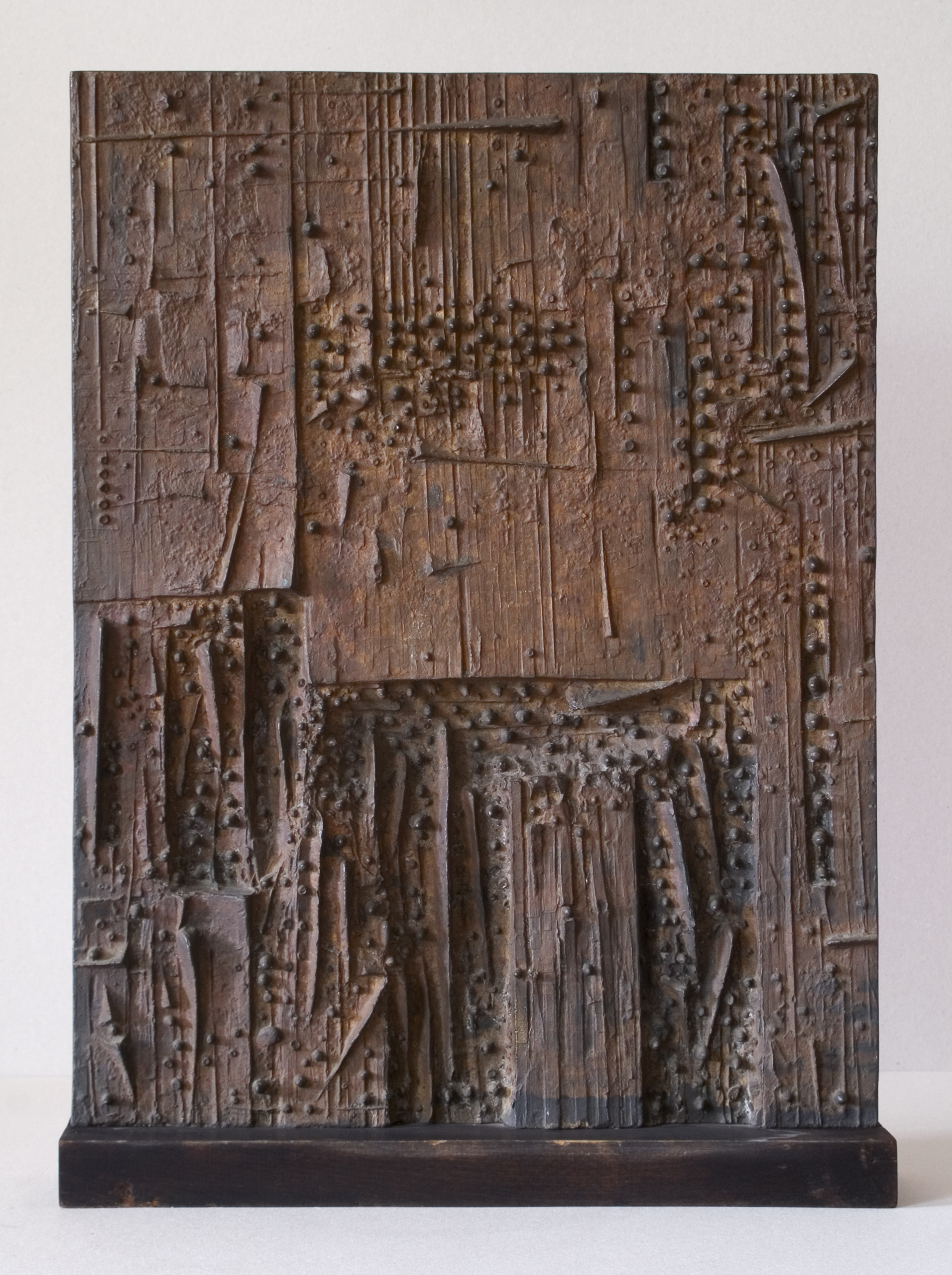
Bronzerelief (1960)
XIII/60 Vasada II, 60 × 46 cm

- Metropolitan Museum, New York, USA[7]
- Museum Moderner Kunst, Skopje, Macedonien
- Museum of Baltimore, Virginia, USA
- Museum of Modern Art, New York, USA[8]
- Nationalgalerie SMPK, Berlin
- Niedersächsisches Landesmuseum, Hannover